# Публий Калвизий Рузон
Вижте пояснителната страница за други личности с името Публий Калвизий Рузон.
Публий Калвизий Рузон (на латински: Publius Calvisius Ruso) e сенатор на Римската империя през 1 век. Той е прапрадядо на император Марк Аврелий.
През 53 г. от октомври до края на годината Публий Калвизий Рузоне e суфектконсул заедно с Публий Требоний.

## Деца
- Публий Калвизий Рузон (суфектконсул 79 г.)
- Публий Калвизий Рузон Юлий Фронтин (суфектконсул 84 г.); баща на
  - Публий Калвизий Тул Рузон (консул 109 г.), женен за Домиция Луцила Старша и баща на
    - Домиция Луцила, майката на Марк Аврелий[2][3]